# Chenopodium ruiz-lealii
Chenopodium ruiz-lealii là loài thực vật có hoa thuộc họ Dền. Loài này được Aellen mô tả khoa học đầu tiên năm 1965.